# Castellina Marittima
Castellina Marittima is een gemeente in de Italiaanse provincie Pisa (regio Toscane) en telt 1888 inwoners (31-12-2004). De oppervlakte bedraagt 45,7 km², de bevolkingsdichtheid is 41 inwoners per km².
De volgende frazioni maken deel uit van de gemeente: Le badie, Castellina Marittima stazione, Spicciano.

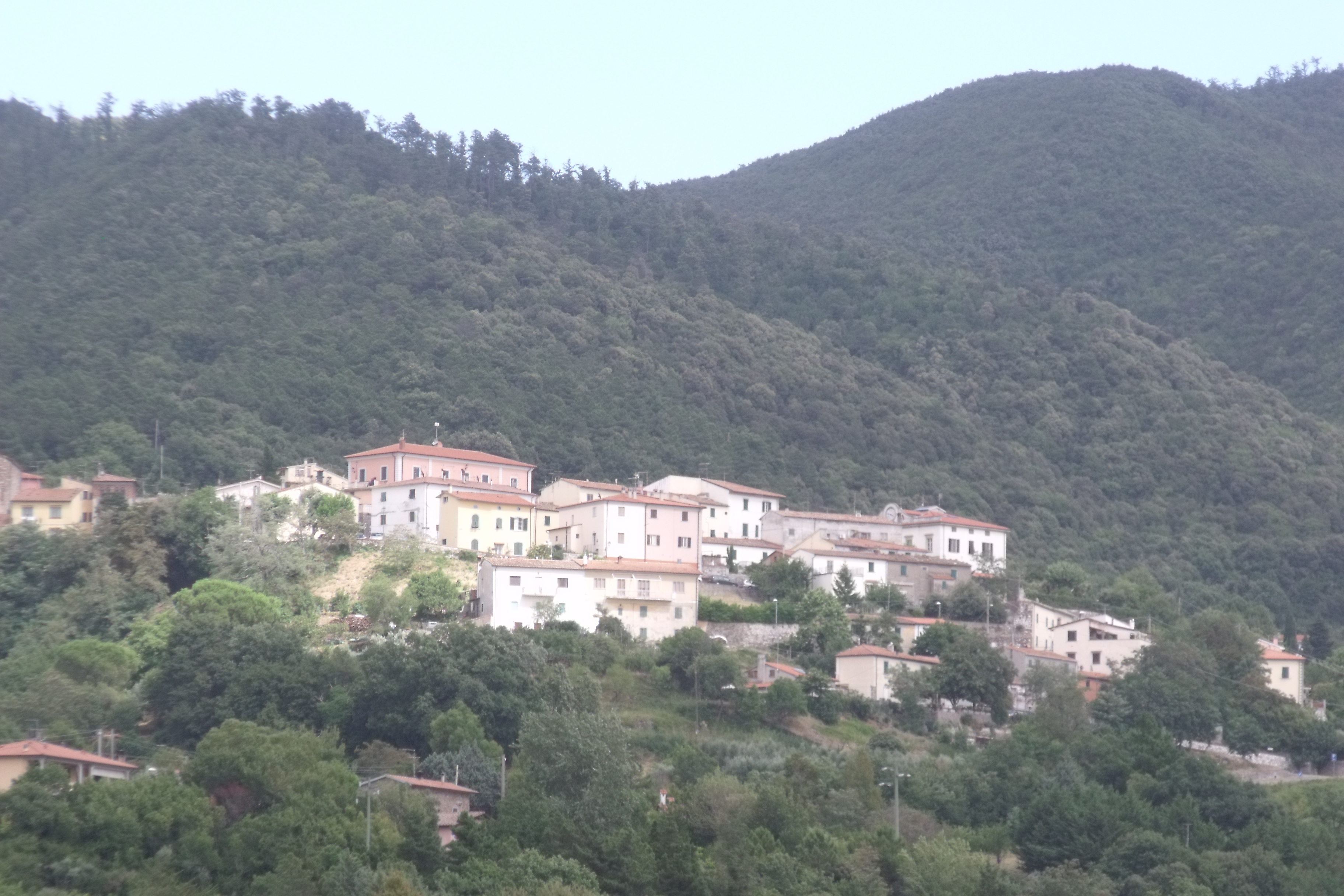
Castellina Marittima
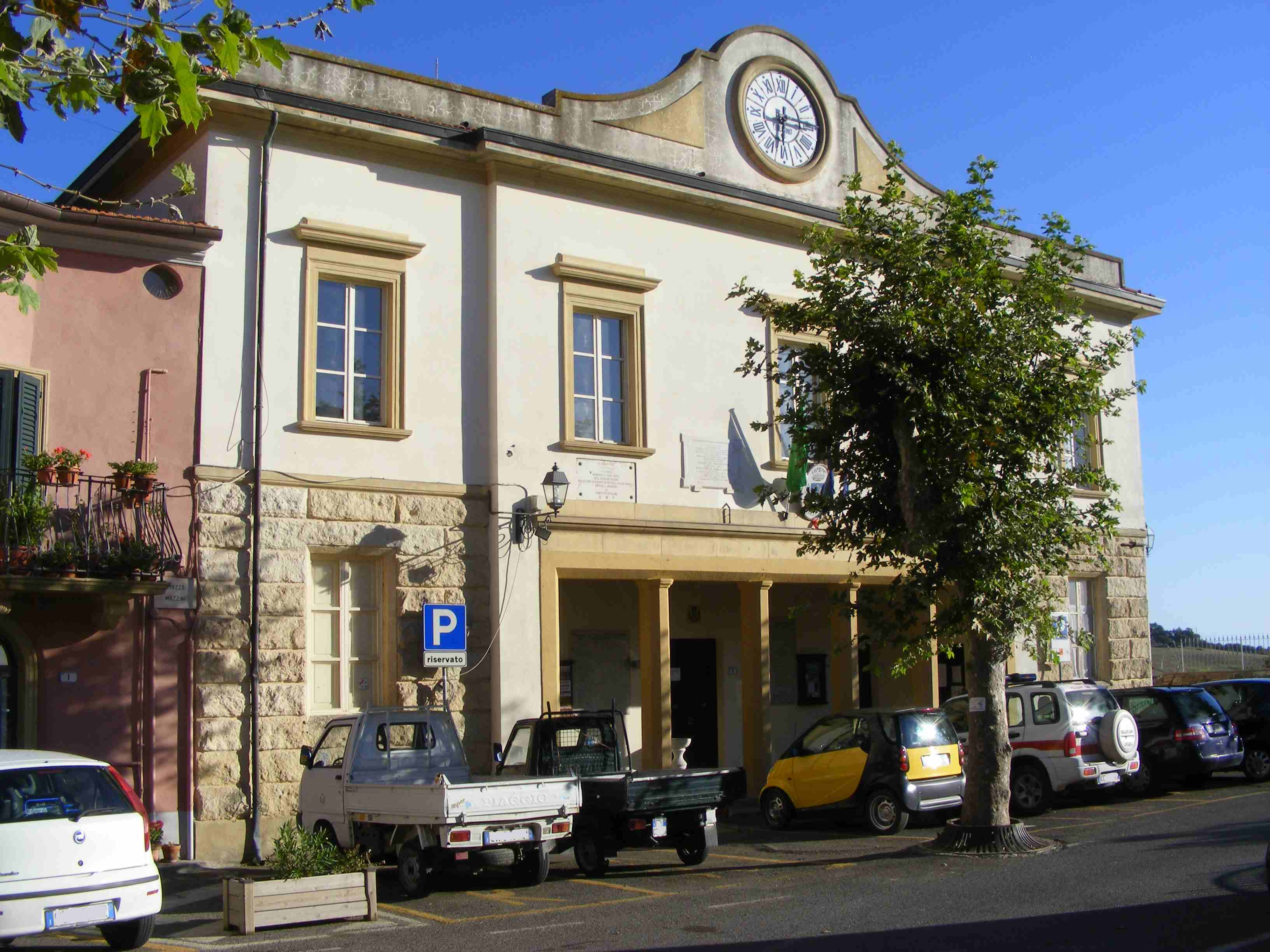
Gemeentehuis

## Demografie
Castellina Marittima telt ongeveer 814 huishoudens. Het aantal inwoners steeg in de periode 1991-2001 met 0,1% volgens cijfers uit de tienjaarlijkse volkstellingen van ISTAT.
| Jaar | Inwoneraantal |
| ---- | ------------- |
| 1991 | 1816          |
| 2001 | 1817          |

## Geografie
De gemeente ligt op ongeveer 375 m boven zeeniveau.
Castellina Marittima grenst aan de volgende gemeenten: Cecina (LI), Chianni, Riparbella, Rosignano Marittimo (LI), Santa Luce.